# Шоктас
Шоктас (каз. Шоқтас, до 2007 г. — Пушкино) — село в Сауранском районе Туркестанской области Казахстана. Входит в состав Чагинского сельского округа. Код КАТО — 512655300.

## Население
В 1999 году население села составляло 140 человек (69 мужчин и 71 женщина). По данным переписи 2009 года, в селе проживало 299 человек (159 мужчин и 140 женщин).